# Mike Loades
Mike Loades ist ein britischer Militärhistoriker, Fernsehmoderator und Experte für die Herstellung historischer Waffen und deren Einsatz.

## Karriere
Als Moderator ist Loades vor allem für die BBC-Serie Time Commanders sowie Weapons That Made Britain und Weapon Masters  bekannt.
Loades lieferte in einer kurzen Dokumentation zum Videospiel Total War: Rome 2 einen Kommentar zur Schlacht im Teutoburger Wald. In Bezug auf Assassin’s Creed sagte er, dass er trotz seines Alters von den Bemühungen der Videospielindustrie, ihre Arbeit historisch authentischer zu machen, beeindruckt war.

## Filmografie
Loades hat mehrere Fernsehdrama- / Dokumentarfilm-Specials geleitet, darunter:
- USS Constellation – Battling For Freedom, Indigo Films. History Channel, 2007[6]
- The Hunt For Lincoln's Assassin, Indigo Films. National Geographic channel, 2006
- The Plot to Kill Jesse James, Indigo Films. History Channel, 2006
- The Plot to Kill Reagan, Indigo Films for History Channel, 2005
- Archery – Its History and Forms, Running Wolf Productions, 1995 (video)
- Blow by Blow Guide to Swordfighting, Running Wolf Productions. 1991 (video)

## Bibliographie
- Swords and Swordsmen. Pen and Sword Books 2010, ISBN 1-84884-133-7
- The Longbow. Osprey Publishing 2013, ISBN 978-1-78200-085-3
- The Composite Bow. Osprey Publishing 2016